# Bicorne

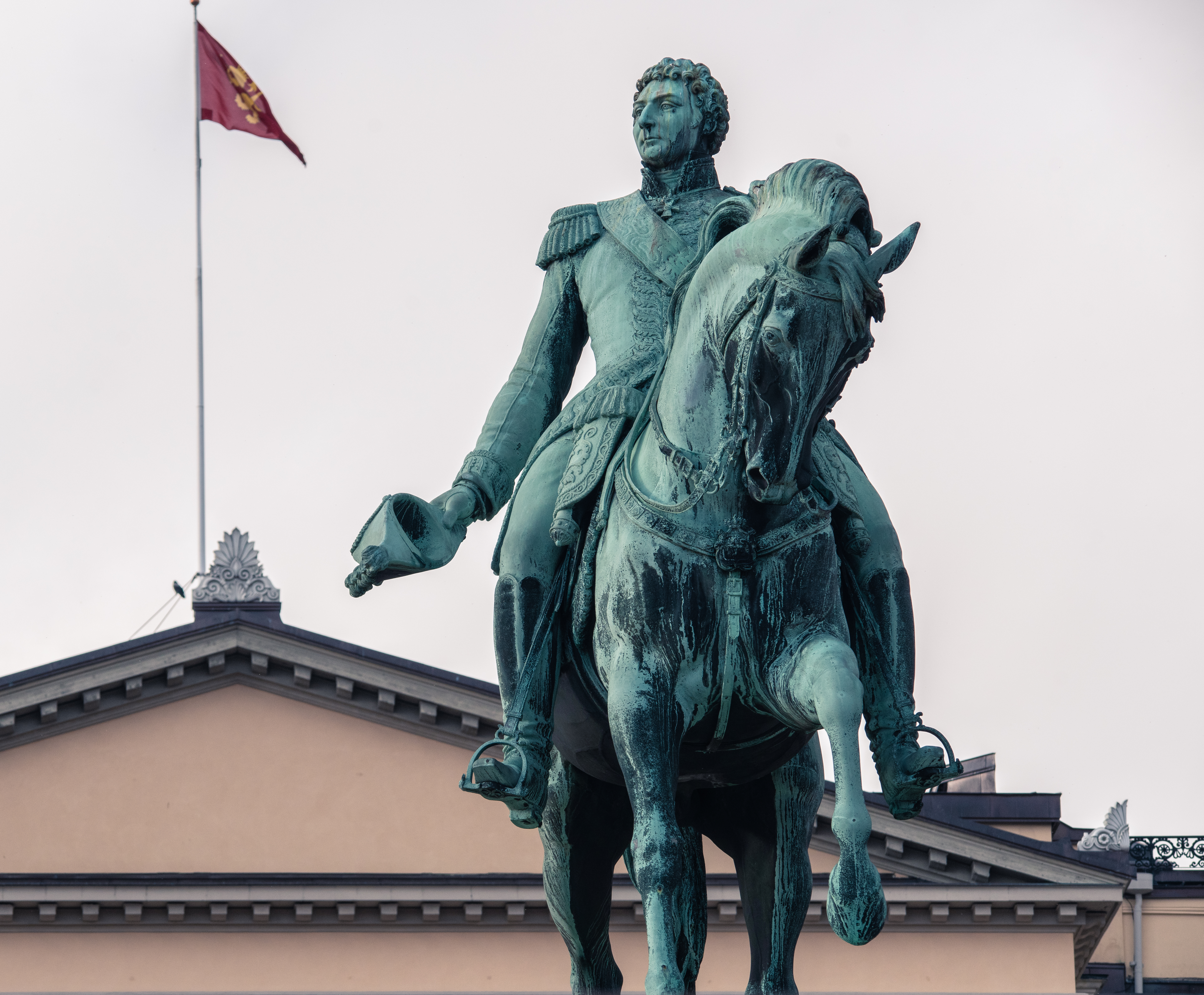
Karl XIV Johan i Karl Johan-monumentet i Oslo, med bikorn i högerhanden i hälsningsgest

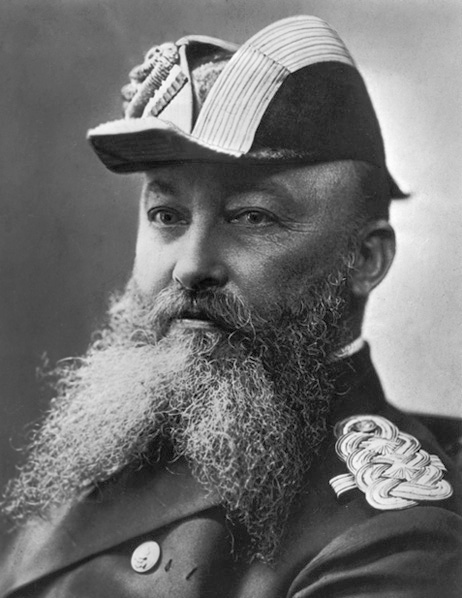
Storamiral Alfred von Tirpitz

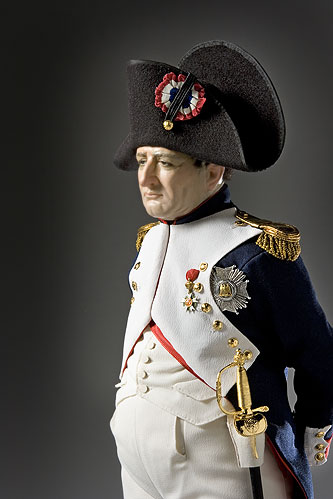
Skulptur av Napoleon I

Bicorne (försvenskat: bikorn), även kallad tvåhörning eller båthatt, är en typ av herrhatt som uppstod som variant av trekornshatten i slutet av 1700-talet. Den blev främst använd som militär huvudbonad.
Båthatten är styv och tillverkad av filt. Hattbrättet är uppvikt på två sidor så att den blir hög, bred och halvmånformad med två hörn riktade framåt/bakåt, alternativt vänster/höger. Båthatten bärs både av officerare och civila ämbetsmän och diplomater.
Den så kallade ”Napoleonhatten” är en variant av bicorne. Den placerades tvärs på huvudet och förknippas med revolutionstidens Frankrike och Napoleontiden. Denna hattyp lever vidare hos beridarna vid Spanska ridskolan i Wien, vid  italienska Carabinieri och spanska  Guardia Civil.